# Campeonato Juvenil de la AFC 1982
El campeonato Juvenil de la AFC 1982 se llevó a cabo del 18 al 22 de diciembre en Bangkok, Tailandia con la participación de 4 selecciones juveniles de Asia, las cuales salieron de una eliminatoria previa.
Corea del Sur fue el campeón del torneo tras ser el que sumó la mayor cantidad de puntos.

## Participantes
| - Irak - Emiratos Árabes Unidos | - China - Corea del Sur |

## Fase final
| País          | PTS | J | G | E | P | GF | GC | GD |
| ------------- | --- | - | - | - | - | -- | -- | -- |
| Corea del Sur | 5   | 3 | 2 | 1 | 0 | 7  | 2  | +5 |
| China         | 4   | 3 | 1 | 2 | 0 | 4  | 3  | +1 |
| Irak          | 2   | 3 | 1 | 0 | 2 | 4  | 5  | -1 |
| UAE           | 1   | 3 | 0 | 1 | 2 | 2  | 7  | -5 |

| Equipo 1      | Resultado | Equipo 2      |
| ------------- | --------- | ------------- |
| Irak          | 1-2       | China         |
| UAE           | 0-4       | Corea del Sur |
| Irak          | 2-1       | UAE           |
| Corea del Sur | 1-1       | China         |
| China         | 1-1       | UAE           |
| Corea del Sur | 2-1       | Irak          |

## Campeón
| Campeonato Juvenil de la AFC 1982 |
| --------------------------------- |
| Bandera de Corea del Sur          |
| Corea del Sur 6º Título           |

## Clasificados al Mundial Sub-20
| - Corea del Sur | - China |